# محمد الشيخ المهدي
أبو زكرياء محمد الشيخ المهدي المعروف بمحمد الشيخ الوطاسي
ولد(القرن 15- و مات سنة 1505م.) سلطان المغرب من الوطاسيين، تولى الحكم سنة 1472م بعد دخوله فاس قادما من أصيلا التي استقر بها منذ 1465م.
كان محمد الشيخ الوطاسي صاحب سلطة اسمية في فاس، ولم يكن بيده، ومن خلفه من ذريته، في حقيقة الأمر شيء من السلطة أو السلطان، حيث شهدت تلك الفرة أكبر وأخطر تطور في الأوضاع السياسية في المغرب الأقصى، حيث كانت أوراق اللعبة غير واضحة، فقد كانت الكيانات السياسية متداخلة، لاسيما بعد التواجد العثماني في المغرب الأوسط والأدنى، والإيبيريين في سواحل المغرب الأقصى.

## مسيرته
يعتبر أحد الناجين من المذبحة الكبيرة التي دبرها عبد الحق المريني آخر السلاطين المرينيين لأقربائه الوطاسيين،

### دخول فاس
استقر محمد الشيخ المهدي منذ 1465م في أصيلا، وانطلق منها لمحاربة الشريف محمد العمراني الذي نصبه أهل فاس سلطانا بعد مقتل عبد الحق المريني في رمضان من عام 869هـ حتى غلبه واستولى على فاس سنة 1472م وبويع بها سلطانا. وقضى نهائيا على الحكم المريني.

### الغزو البرتغالي
استغل البرتغاليين والإسبان الفوضى التي ضربت المغرب في آخر أيام الأسرة المرينية وبداية حكم الأسرة الوطاسية، فقاموا عام 872هـ بهجوم بحري عنيف على مدينة أنفا وتمكنوا من تخريب المدينة ثم شرعوا يعدون حملة بحرية في سرية تامة لاحتلال بعض مراسي المغرب، فجمعوا 477 سفينة شراعية ركب على ظهورها 30 ألف مقاتل.
في 20 أغسطس 1471م تراءت هذه الحملة أمام مدينة أصيلة وشرع الغزاة في النزول إلى البر، فحكموا السيف في رقاب أهلها بعدما استماتوا في الدفاع عنها في الدروب وداخل المساجد وفي القصبة. وبلغ عدد قتلاهم الألفين وأسراهم خمسة آلاف. وكان من بين الأسرى زوجتا محمد الشيخ وبنته وابنه محمد البرتغالي الذي أصبح فيما بعد سلطانا، وحول البرتغاليون الجامع الكبير إلى كنيسة واستولوا على بيت المال. ولما بلغت أنباء هذا الغزو محمد الشيخ وهو محاصر لفاس ذهب على رأس 300 فارس إلى القصر الكبيرو منه إلى أصيلة فعقد مع البرتغاليين صلحا مدته 20 سنة، وأعادوا إليه زوجتيه وبنته وماله، واحتفظوا بولده محمد رهينة لديهم

### سقوط غرناطة
في عهد الشيخ الوطاسي سقطت غرناطة آخر معقل للمسلمين في الأندلس ولجأ لآخر أمراء بنو الأحمر أبو عبد الله الصغير إليه. وشهدت فترة حكمه مد تصاعدي للعنصر اليهودي في كل الأجهزة والمؤسسات المخزنية، استفحل بشكل كبير خلال الحكم الوطاسي، وصادف ذلك انكسارات كارثية في المنظومة السياسية المغربية، التي انهارت بشكل سريع أمام الصحوة التي حدثت في الضفة الجنوبية لأوربا الغربية، وخاصة في شبه جزيرة أيبيريا، التي وضعت لنفسها إطار عمل يرمي إلى دحض التواجد العربي الإسلامي في الديار الأندلسية، والتمكين للمسيحية الكاثوليكية المدعمة رسميا من قبل حكام أرغون وقشتالة. مما جعل كل الذين هم من غير المسيحيين يتعرضون لعمليات تصفوية قل مثيلها، وخاصة المسلمون واليهود، الذين بدأوا ينزحون إلى المغرب بأفواج ضخمة فرارا من محاكم التفتيش الإسبانية، التي تضمنت أحكامها بنودا قاسية في حق الفئات اليهودية، كرفض تنصر اليهود، فتم طردهم رسميا من إسبانيا سنة 1492 ومن البرتغال 1497.